# Toni Gardemeister
Toni Gardemeister (Kouvola, 31 maart 1975) is een Fins voormalig rallyrijder. Hij was tussen 1998 en 2008 actief als fabrieksrijder in het wereldkampioenschap rally, achtereenvolgend voor Seat, Škoda, Ford en Suzuki.

## Carrière

### Beginjaren
Toni Gardemeister begon zijn carrière in de rallysport in 1992, waar hij debuteerde achter het stuur van een eigen geprepareerde Opel Ascona. In zijn eerste jaren als rallyrijder was Gardemeister succesvol in het Fins juniorenkampioenschap. In 1996 maakte hij de overstap naar een Formule 2 Opel Astra GSI 16V, waarmee hij datzelfde jaar ook zijn debuut maakte in het wereldkampioenschap rally. In 1997 won Gardemeister met een Nissan Sunny GTI het Fins rallykampioenschap voor Groep A auto´s onder 2000cc. Gardemeister begon in deze periode ook actief te zijn op een internationaal podium. In 1997 en 1998 reed hij geselecteerde evenementen uit het Europees kampioenschap rally met een Lancia Delta HF Integrale.

### Wereldkampioenschap rally

#### 1998-2000: Seat
Zijn resultaten werden opgemerkt en Gardemeister werd vastgelegd als fabrieksrijder bij het Spaanse Seat team, die op dat moment met de Seat Ibiza Kit Car een competitieve verschijning waren in het wereldkampioenschap voor Formule 2 auto's. Met team- en landgenoot Harri Rovanperä reed hij een relatief succesvol seizoen voor Seat. Hoewel hij nog onderdeed aan de resultaten van Rovanperä, hielp Gardemeister het team mee aan hun derde opeenvolgende constructeurstitel in de Formule 2 klasse in 1998. Het daaropvolgende 1999 seizoen startte Gardemeister nog met de Ibiza, maar halverwege het seizoen stapte hij in de World Rally Car van Seat, de Córdoba WRC, waarmee teamgenoten Rovanperä en Piero Liatti op dat moment al actief waren. Dit zag hem een indrukwekkend debuut maken tijdens de WK-ronde in Nieuw-Zeeland, waar hij achter meervoudig wereldkampioenen Tommi Mäkinen en Juha Kankkunen als derde zou eindigen en hij daarmee naar zijn eerste WK-kampioenschapspunten greep, laat staan het eerste podium voor hemzelf en het gehele Seat team. Gardemeister tekende voor een volledig programma met Seat in 2000, inmiddels actief met een tweede evolutie van de Córdoba WRC en met Didier Auriol als een nieuw teamgenoot hierin. Gardemeister raakte net buiten het podium tijdens de openingsronde in Monte Carlo, waar hij vierde eindigde. Ondanks deze bemoedigende start, verliep het restant van het seizoen dramatisch voor Gardemeister. In slechts vier gevallen wist hij nog de finish van een rally te bereiken en hij scoorde alleen in Australië met een zesde plaats nog een punt. Op dat moment had Seat al aangekondigd hun rallyactiviteiten als fabrieksteam te beëindigen, waardoor Gardemeister voor 2001 zonder zitje zat.

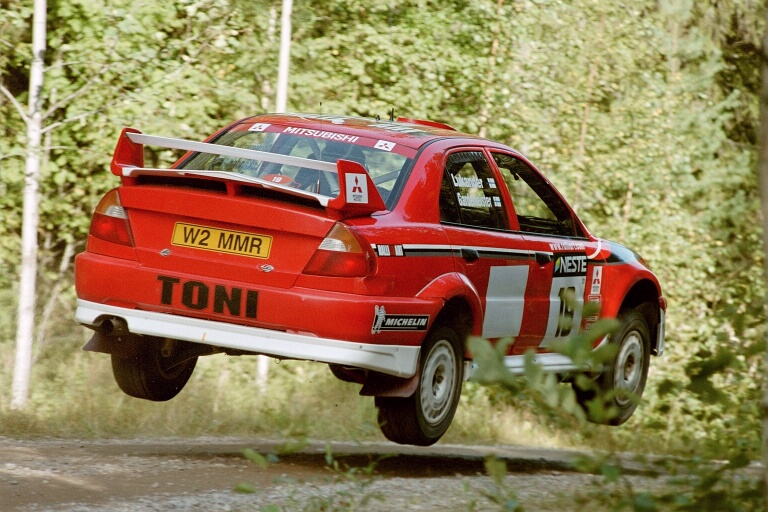
Gardemeister actief met Mitsubishi voor een gastoptreden in Finland in 2001

Desondanks verscheen Gardemeister aan de start van de eerste twee WK-rondes van 2001 in Monte Carlo en Zweden met een Peugeot 206 WRC. In beide optredens wist hij te overtuigen, eindigend als vijfde in Monte Carlo en zelfs vierde in Zweden. Later in het jaar maakte Gardemeister twee optredens voor Mitsubishi, in Finland en Nieuw-Zeeland, maar deze pakten minder succesvol uit.

#### 2002-2004: Škoda
In het 2002 seizoen keerde Gardemeister terug als volwaardig fabrieksrijder bij het team van Škoda, actief met de Škoda Octavia WRC, als teamgenoot van Kenneth Eriksson. De auto was in een groot deelnemersveld waar alleen de top zes punten konden scoren doorgaans niet competitief genoeg en in slecht twee gevallen behaalde Gardemeister een resultaat binnen de punten (een vijfde plaats in Argentinië was hierin zijn beste resultaat). Gardemeister bleef voor 2003 aan bij Škoda, waarin Auriol terugkeerde als zijn teamgenoot. Škoda kondigde aan dat het halverwege het seizoen de Škoda Fabia WRC zou introduceren in het kampioenschap, een auto die de aansluiting met de concurrentie beter moest vinden. Nog steeds achter het stuur van de Octavia WRC reed Gardemeister naar een sterke reeks toe met het behalen van kampioenschapspunten, waarvan een vijfde plaats in Nieuw-Zeeland zijn hoogste klassering was. De introductie van de Fabia WRC vanaf de Rally van Duitsland bleek vervolgens niet de gehoopte vooruitgang te boeken.
Škoda reed in het 2004 seizoen slechts een gedeeld aantal WK-rally's, om zo de concentratie te leggen op de ontwikkeling van de Fabia WRC. Een grote sprong ten opzichte van 2003 werd echter niet geboekt en Gardemeister behaalde alleen in twee van zijn in totaal zeven optredens WK-punten.

#### 2005: Ford

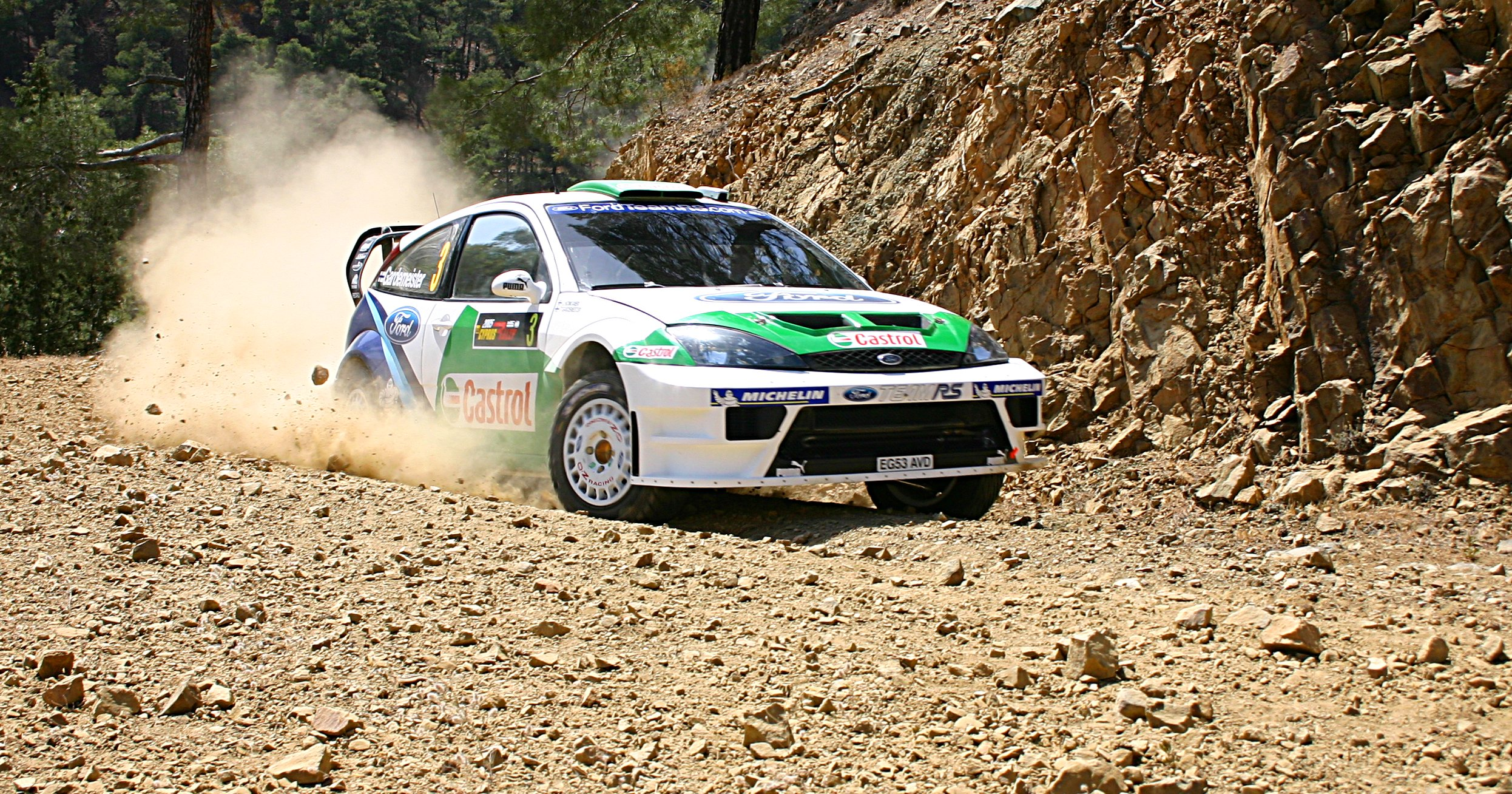
Zijn meest succesvolle seizoen in het WK reed Gardemeister in 2005 bij het fabrieksteam van Ford, in het kampioenschap eindigend als vierde

In december 2004 tekende Gardemeister een contract bij het fabrieksteam van Ford voor het 2005 seizoen met de Ford Focus RS WRC. Hij kreeg hierin de rol weggelegd als kopman, met teamgenoot Roman Kresta als tweede rijder. Gardemeister begon het seizoen sterk met een tweede plaats in Monte Carlo, waar hij alleen een dominante Sébastien Loeb voor zich moest dulden. Dit volgde hij op met een derde plaats in Zweden, wat er voor zorgde dat hij voor het eerst in zijn carrière het kampioenschap zou leiden. Daarna waren de resultaten echter minder spectaculair en Gardemeister wist zich gedurende het seizoen niet te profileren tot een winnaar van WK-rally's. Hij behaalde nog wel een tweede plaats in Griekenland en Corsica, maar eindigde in het kampioenschap uiteindelijk als vierde. Tweevoudig wereldkampioen Marcus Grönholm werd met het vertrek van Peugeot voor het 2006 seizoen aangetrokken als nieuwe kopman bij Ford, en het jonge talent Mikko Hirvonen werd niet lang daarna gecontracteerd als de vaste tweede rijder, waardoor Gardemeister zijn plaats binnen het team verloor.

#### 2006-2007: Privé-rijder
Hoe dan ook verscheen Gardemeister aan de start van het seizoen in 2006, nuin een Peugeot 307 WRC ingeschreven door de Italiaanse preparateur Astra Racing. Gardemeister maakte een sterk optreden met de auto en lag zo hoog als tweede, totdat hij in de slotfase van de wedstrijd nog voorbij werd gestreefd door Sébastien Loeb en uiteindelijk zich genoegen moest stellen met een derde plaats. Gardemeister keerde in de tweede helft van het seizoen terug met een aantal optredens in een Citroën Xsara WRC, opnieuw uitkomend voor hetzelfde preparatieteam, en behaalde in alle gevallen een top vijf resultaat. Desondanks ontbrak er een fabriekscontract voor 2007, welke Gardemeister aanving met een Mitsubishi Lancer WRC van MMSP (die de preparatie van Mitsubishi's fabrieksteam al tussen 2003 en 2005 deed). Later keerde Gardemeister terug in een door Astra Racing geprepareerde Xsara WRC, maar de resultaten van het jaar ervoor werden niet geëvenaard.

#### 2008: Suzuki

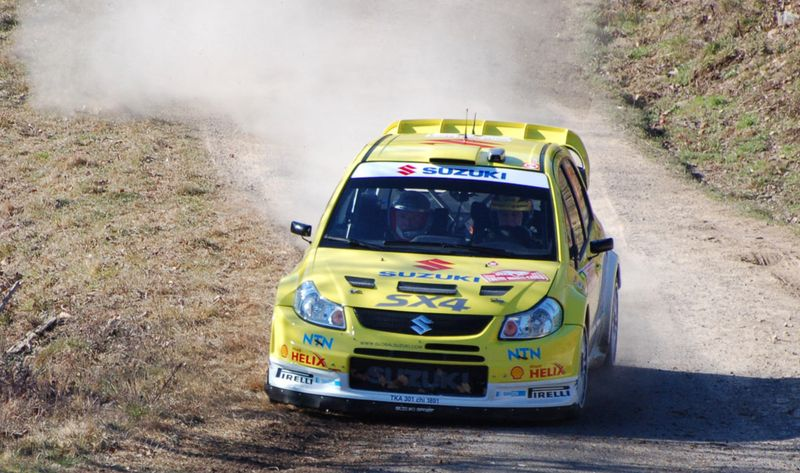
Gardemeister in zijn laatste seizoen als fabrieksrijder bij Suzuki tijdens de Rally van Monte Carlo in 2008

Gardemeister keerde nogmaals terug als fabrieksrijder, toen hij voor het 2008 seizoen werd aangetrokken als eerste rijder bij Suzuki, het merk dat voorheen succesvol was in het Junior World Rally Championship en nu in de vorm van de Suzuki SX4 WRC hun concentratie legden op een programma met een World Rally Car. Tweevoudig JWRC-kampioen voor Suzuki, Per-Gunnar Andersson, werd daarin zijn teamgenoot. De eerste seizoenshelft werd gemarkeerd door veelal materiële pech en een zevende plaats in Zweden was tot dan toe het beste resultaat voor Gardemeister en Suzuki. In de tweede seizoenshelft was de betrouwbaarheid verbeterd en Gardemeister behaalde nog in vier gevallen punten, met als beste resultaat een zesde plaats in Japan, waar hij tijdens hetzelfde tevens Suzuki's eerste klassementsproefoverwinning op naam schreef.
Ondanks de stijgende lijn in resultaten, kondigde Suzuki op 15 december 2008 aan dat zij zich wegens financiële redenen terugtrokken uit het kampioenschap (een dag later zou ook Subaru dit doen), waardoor Gardemeister wederom zijn zitje verloor. Gardemeister keerde het jaar daarop niet terug in het WK. Dit deed hij uiteindelijk wel tijdens de Finse WK-ronde in 2010, waar hij achter het stuur van een Ford Fiesta S2000 de rally als twaalfde algemeen eindigde en vierde in zijn klasse.

### Latere carrière

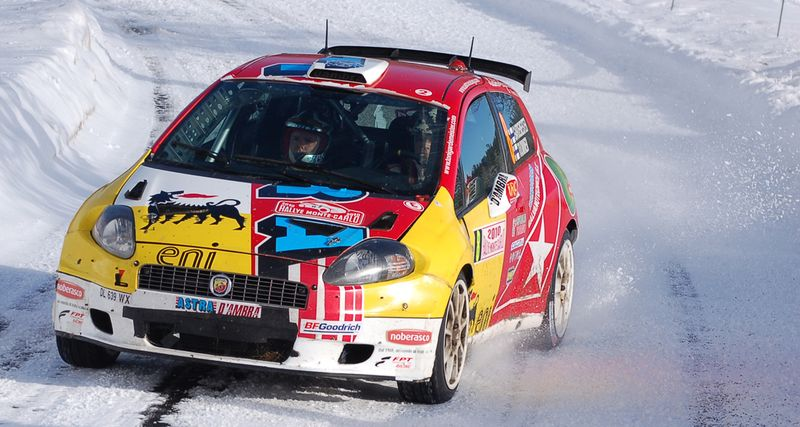
Gardemeister concentreerde zich na zijn WK-carrière op het IRC, hier met de Fiat Punto actief in Monte Carlo in 2010

Na Suzuki's vertrek uit het WK rally, verscheen Gardemeister in 2009 aan de start in Monte Carlo, het evenement dat voor dat jaar de overstap had gemaakt naar de Intercontinental Rally Challenge. Hij nam deel met een Fiat Abarth Grande Punto S2000, opnieuw geprepareerd door Astra Racing. Gardemeister bewees wederom competitief te zijn in het evenement en lag zo hoog als tweede voordat mechanische het gedwongen zag opgeven. Hij keerde in deze hoedanigheid terug aan de start van de 2010 editie, maar zag ook dit keer de finish niet.
Voor het 2011 seizoen in het IRC pakte Gardemeister het groter aan. In Monte Carlo startte hij nog met een Peugeot 207 S2000 en eindigde hij tiende, maar werkte vervolgens een bijna volledig programma af in het IRC met een Škoda Fabia S2000 ingeschreven door TGS Worldwide OU, zijn eigen preparatie team. Hij was daarnaast een van de weinige rijders die op Hankook bandenschoeisel rondreed. Gardemeister speelde geen rol in de strijd om het kampioenschap, maar greep wel consistent naar punten toe. In het kampioenschap eindigde hij uiteindelijk als negende. Hierna heeft Gardemeister zich even geconcentreerd op deelnames aan woestijnrally's, maar zijn actieve carrière als rijder heeft hij inmiddels opzij gezet. Naast zijn preparatieteam beheert Gardemeister ook zijn eigen rallyrijschool in Finland. 

## Complete resultaten in het wereldkampioenschap rally
| Seizoen | Inschrijving                 | Auto                         | 1       | 2       | 3       | 4       | 5       | 6       | 7       | 8       | 9       | 10      | 11      | 12      | 13      | 14      | 15     | 16      | Pos. | Punten |
| ------- | ---------------------------- | ---------------------------- | ------- | ------- | ------- | ------- | ------- | ------- | ------- | ------- | ------- | ------- | ------- | ------- | ------- | ------- | ------ | ------- | ---- | ------ |
| 1996    | Toni Gardemeister            | Opel Astra GSI 16V           | MON     | ZWE     | POR     | KEN     | IND     | FRA     | GRI     | NZL     | ARG     | FIN DNF | AUS     | ITA     | SPA     |         |        |         | –    | 0      |
| 1996    | Nissan Motorsports Europe    | Nissan Sunny GTI             |         |         |         |         |         |         |         |         |         |         |         |         |         | GBR 16  |        |         | –    | 0      |
| 1997    | Mainosbuumi Harri Sahala     | Nissan Sunny GTI             | MON     | ZWE DNF | KEN     | POR     | SPA     | FRA     | ARG     | GRI     | NZL     |         |         |         |         |         |        |         | –    | 0      |
| 1997    | Toni Gardemeister            | Nissan Sunny GTI             |         |         |         |         |         |         |         |         |         | FIN 12  | IND     | ITA     | AUS     | GBR     |        |         | –    | 0      |
| 1998    | Promoracing Finland          | Nissan Sunny GTI             | MON     | ZWE 21  | KEN     | POR     | SPA     | FRA     | ARG     | GRI     |         |         |         |         |         |         |        |         | –    | 0      |
| 1998    | Seat Sport                   | Seat Ibiza GTI 16V Evo 2     |         |         |         |         |         |         |         |         | NZL 16  | FIN 14  | ITA DNF | AUS DNF | GBR 16  |         |        |         | –    | 0      |
| 1999    | Toni Gardemeister            | Seat Ibiza GTI 16V Evo 2     | MON 14  |         |         |         |         |         |         |         |         |         |         |         |         |         |        |         | 12   | 6      |
| 1999    | Astra Racing                 | Seat Ibiza GTI 16V Evo 2     |         | ZWE 33  | KEN     | POR DNF | SPA     | FRA     | ARG     | GRI     |         |         |         |         |         |         |        |         | 12   | 6      |
| 1999    | Seat Sport                   | Seat Córdoba WRC             |         |         |         |         |         |         |         |         | NZL 3   |         |         |         |         |         |        |         | 12   | 6      |
| 1999    | Seat Sport                   | Seat Córdoba WRC E2          |         |         |         |         |         |         |         |         |         | FIN 6   | CHN     | ITA DNF | AUS 16  | GBR DNF |        |         | 12   | 6      |
| 2000    | Seat Sport                   | Seat Córdoba WRC E2          | MON 4   | ZWE DNF | KEN DNF | POR 9   | SPA DNF | ARG DNF | GRI DNF | NZL DNF |         |         |         |         |         |         |        |         | 13   | 4      |
| 2000    | Seat Sport                   | Seat Córdoba WRC E3          |         |         |         |         |         |         |         |         | FIN DNF | CYP DNF | FRA 11  | ITA DNF | AUS 6   | GBR 12  |        |         | 13   | 4      |
| 2001    | Toni Gardemeister            | Peugeot 206 WRC              | MON 5   | ZWE 4   | POR     | SPA     | ARG     | CYP     | GRI     | KEN     |         |         |         |         |         |         |        |         | 16   | 5      |
| 2001    | Marlboro Mitsubishi Ralliart | Mitsubishi Carisma GT Evo VI |         |         |         |         |         |         |         |         | FIN DNF | NZL 15  | ITA     | FRA     | AUS     | GBR     |        |         | 16   | 5      |
| 2002    | Škoda Motorsport             | Škoda Octavia WRC Evo 2      | MON 10  | ZWE DNF | FRA 12  | SPA 11  | CYP 15  | ARG 5   | GRI 10  | KEN DNF |         |         |         |         |         |         |        |         | 13   | 3      |
| 2002    | Škoda Motorsport             | Škoda Octavia WRC Evo 3      |         |         |         |         |         |         |         |         | FIN 12  | DUI DNF | ITA DNF | NZL 8   | AUS 6   | GBR 10  |        |         | 13   | 3      |
| 2003    | Škoda Motorsport             | Škoda Octavia WRC Evo 3      | MON DNF | ZWE 8   | TUR 7   | NZL 5   | ARG 7   | GRI DNF | CYP DNF |         |         |         |         |         |         |         |        |         | 12   | 9      |
| 2003    | Škoda Motorsport             | Škoda Fabia WRC              |         |         |         |         |         |         |         | DUI DNF | FIN DNF | AUS 11  | ITA DNF | FRA 11  | SPA 12  | GBR DNF |        |         | 12   | 9      |
| 2004    | Škoda Motorsport             | Škoda Fabia WRC              | MON     | ZWE     | MEX     | NZL     | CYP     | GRI DNF | TUR     | ARG     | FIN 8   | DUI 7   | JPN     | GBR 22  | ITA DNF | FRA 9   | SPA 9  | AUS     | 24   | 3      |
| 2005    | BP Ford World Rally Team     | Ford Focus RS WRC 04         | MON 2   | ZWE 3   | MEX 6   | NZL 6   | ITA 5   | CYP 5   | TUR 6   | GRI 2   | ARG 4   | FIN 6   | DUI 17  | GBR DNF | JPN 6   | FRA 2   | SPA 14 |         | 4    | 58     |
| 2005    | BP Ford World Rally Team     | Ford Focus RS WRC 06         |         |         |         |         |         |         |         |         |         |         |         |         |         |         |        | AUS DNF | 4    | 58     |
| 2006    | Astra Racing                 | Peugeot 307 WRC              | MON 3   | ZWE     | MEX     | SPA     | FRA     | ARG     | ITA     |         |         |         |         |         |         |         |        |         | 9    | 20     |
| 2006    | Astra Racing                 | Citroën Xsara WRC            |         |         |         |         |         |         |         | GRI 4   | DUI 4   | FIN     | JPN     | CYP 5   | TUR     | NZL     | AUS    | GBR     | 9    | 20     |
| 2007    | MMSP Ltd.                    | Mitsubishi Lancer WRC 05     | MON 7   | ZWE 6   |         |         |         |         |         |         |         |         |         |         |         |         |        |         | 13   | 10     |
| 2007    | Toni Gardemeister            | Mitsubishi Lancer WRC 05     |         |         | NOO DNF | MEX     | POR DNF | ARG     | ITA 6   | GRI     | FIN     |         |         |         |         |         |        |         | 13   | 10     |
| 2007    | Astra Racing                 | Citroën Xsara WRC            |         |         |         |         |         |         |         |         |         | DUI 7   | NZL     | SPA     | FRA     | JPN     | IER    | GBR     | 13   | 10     |
| 2008    | Suzuki World Rally Team      | Suzuki SX4 WRC               | MON DNF | ZWE 7   | MEX DNF | ARG DNF | JOR DNF | ITA DNF | GRI 9   | TUR DNF | FIN 8   | DUI 10  | NZL 7   | SPA 13  | FRA 13  | JPN 6   | GBR 7  |         | 13   | 10     |
| 2010    | Toni Gardemeister            | Ford Fiesta S2000            | ZWE     | MEX     | JOR     | TUR     | NZL     | POR     | BUL     | FIN 12  | DUI     | JPN     | FRA     | SPA     | GBR     |         |        |         | –    | 0      |